# II-57
Die II-57 (bulgarisch Републикански път IІ-57 Republikanski pat II-57, „Republikstraße II-57“) ist eine Hauptstraße (erster Ordnung) in Bulgarien.

## Verlauf
Die Republikstraße beginnt an einer Kreuzung mit der I-5 südöstlich von Stara Sagora. Sie führt in südöstlicher Richtung durch die Dörfer Mogila und Sarnewo zur Stadt Radnewo. Diese wird nördlich umfahren. Ab Radnewo führt die Strecke in Richtung Osten über Pet Mogili zum Dorf Nowoselez. Dort endet die II-57 an einer Kreuzung mit der Republikstraße II-55.